# David de Coninck
David de Coninck (Anversa, 1636 – Bruxelles, 1687) è stato un pittore fiammingo specializzato in nature morte ed animali.
Scolaro di Pieter Boel ad Anversa nel 1663 fece parte della Lukasgilde. Nel 1670 andò a Roma, dove visse per un lungo periodo; nel 1687 tornò ad Anversa, per poi andare a Bruxelles.  Fece dei viaggi anche in Germania e Francia.
Dipinse numerose nature morte e scene di caccia alla maniera di Jan Fyt, ora divise tra i musei di Amsterdam, Praga, Vienna, Bamberga.